# Élection présidentielle macédonienne de 2014
L'élection présidentielle macédonienne de 2014, cinquième depuis l'indépendance, est un scrutin visant à élire le président de la république de Macédoine pour un mandat de cinq ans. Elle se tient les 13 et 27 avril 2014.

## Candidats
Les candidats pour l'élection présidentielle sont au nombre de quatre : (classés par ordre alphabétique)
- Ilijaz Halimi (bg) (Parti démocratique des Albanais, DPA)
- Ǵorge Ivanov, président sortant (Organisation révolutionnaire macédonienne intérieure - Parti démocratique pour l'unité nationale macédonienne, VMRO-DPMNE)
- Stevo Pendarovski (Union sociale-démocrate de Macédoine, SDSM)
- Zoran T. Popovski (en) (Option citoyenne pour la Macédoine, GROM)

## Mode de scrutin
Le président macédonien est élu par le biais d'une forme modifiée du scrutin uninominal majoritaire à deux tours pour un mandat de cinq ans renouvelable une seule fois. Si aucun candidat ne recueille la majorité absolue des inscrits - et non des suffrages exprimés - au premier tour, un second a lieu entre les deux candidats arrivés en tête, et celui recueillant le plus de voix est déclaré élu. Le résultat du second tour n'est cependant considéré comme valide qu'à la condition de réunir un taux de participation d'au moins 40 %,
Ce second tour doit avoir lieu dans un délai de 14 jour à compter de la fin du premier tour. « Est élu président, le candidat qui a obtenu la majorité des voix des électeurs qui ont voté, si plus de la moitié des électeurs ont voté. Si au deuxième tour des élections, aucun des candidats n’a obtenu la majorité requise des voix, toute la procédure électorale est reprise. Lorsqu’il y a un seul candidat à la présidence de la République et qu’il n’a pas obtenu, au premier tour des élections, la majorité requise des voix, toute la procédure est renouvelée ».

### Conditions
La constitution de 1991 impose aux candidats d'être âgés d'au moins quarante ans et d'avoir résidé dans le pays pendant au moins dix des quinze années précédant le scrutin.

## Résultats
Le président sortant Ǵorge Ivanov obtient 52 % des voix exprimés lors du 1er tour, mais pas une majorité des inscrits, donc un second tour est nécessaire.
| Candidats                | Candidats                | Partis                   | Premier tour | Premier tour | Second tour | Second tour |
| Candidats                | Candidats                | Partis                   | Votes        | %            | Votes       | %           |
| ------------------------ | ------------------------ | ------------------------ | ------------ | ------------ | ----------- | ----------- |
|                          | Ǵorge Ivanov             | VMRO-DPMNE               | 449 442      | 51,69        | 534 910     | 55,28       |
|                          | Stevo Pendarovski        | SDSM                     | 326 164      | 37,51        | 398 077     | 41,14       |
|                          | Ilijaz Halimi            | PDSH                     | 38 966       | 4,48         |             |             |
|                          | Zoran T. Popovski        | GROM                     | 31 368       | 3,61         |             |             |
|                          |                          |                          |              |              |             |             |
| Votes valides            | Votes valides            | Votes valides            | 845 870      | 97,28        | 932 969     | 96,41       |
| Votes blancs et nuls     | Votes blancs et nuls     | Votes blancs et nuls     | 23 677       | 2,72         | 34 707      | 3,59        |
| Total                    | Total                    | Total                    | 869 547      | 100          | 967 676     | 100         |
| Abstention               | Abstention               | Abstention               | 910 025      | 51,14        | 811 896     | 45,64       |
| Inscrits / participation | Inscrits / participation | Inscrits / participation | 1 779 572    | 48,86        | 1 779 572   | 54,36       |

| Ǵorge Ivanov (55,28 %) |  |  | Stevo Pendarovski (41,14 %) |
| ▲                      |  |  |                             |
| Majorité absolue       |  |  |                             |